# Lluís de Baixa Lotaríngia
Lluís de Baixa Lotaríngia (nascut entre 975 i 9801, mort el 1023) fou un membre de la dinastia carolíngia, fill de Carles de Baixa Lotaríngia i la seva segona esposa, Adelais, d'origen desconegut, la filla d'un vassall d'Hug Capet.
Quan el seu pare va ser fet presoner per Hug Capet que li disputava la monarquia franca, Lluís va ser deixat per Hug sota la custòdia del bisbe d'Adalberó de Laon, però després va demanar la custòdia i el va tancar l'any 993 a Orleans (Loiret), on es perd el seu rastre.
La primavera del 993, Eudes I comte de Blois, decebut perquè Hug Capet i el seu fill s'havien negat a atorgar-li el títol de duc dels francs, en cooperació amb Adalberó de Laon, va planejar capturar a Hug i el fill durant una reunió prevista a Metz amb l'emperador Otó III i posar a Lluís en el tron franc. Eudes I de Blois es convertiria en duc dels francs i Adalberó en bisbe de Reims. Hug Capet i el seu fill van ser advertits i van frustrar l'intent.
Werner Karl Ferdinand diu que Lluís va recuperar la seva llibertat, i es va convertir en comte, i va ser estar probablement en possessió de Lorena. Va fer un viatge a Aquitània i seria el "Lodoicus, fill del rei Karolus" que apareix en una acta a l'abadia de Bourgueil el 1012. El seu epitafi a Sens (Yonne), diu que va morir al monestir de Saint-Pierre-le-Vif de malaltia, després de fer-se monjo in extremis, quan va tornar a França després d'una peregrinació al Mont Saint-Michel. Aquest epitafi fou publica. A la seva mort va deixar a aquest monestir la seva vila d'Ariscurt i un pal·li, sens dubte, un preciós record dels seus orígens reials.
Fou el darrer dels carolingis descendents de Lluís el Pietós, el tercer fill de Carlemany. Després de la seva mort, els carolingis ja només estaven representats pels Herbertians de Vermandois, descendents de Bernat, el fill il·legítim de Pipí d'Itàlia, fill gran de Carlemany.